# Pier Antonio Micheli

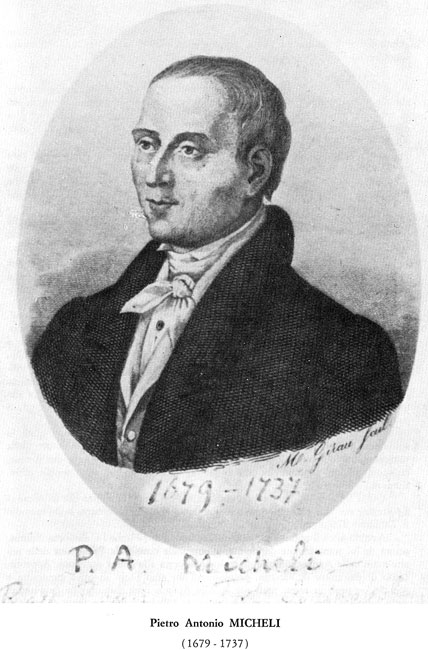
Pier Antonio Micheli

Pier Antonio Micheli, född 11 december 1679 i Florens, död där 1 januari 1737, var en italiensk botaniker.
Micheli var trädgårdsföreståndare i Florens och (jämte Johann Jacob Dillenius) bland förlinneanska naturforskare den utmärktaste kännaren av kryptogamer och lågt utvecklade fanerogamer, och hans beskrivningar och avbildningar av sådana växter anför Carl von Linné med största förtroende. Michelis förnämsta verk är Nova plantarum genera juxta Tournefortii methodum disposita, quibus plantæ 1900 recensentur, scilicet fere 1400 nondum observatæ (med 108 tavlor, 1729).
Auktorsnamnet P.Micheli kan användas för Pier Antonio Micheli i samband med ett vetenskapligt namn inom botaniken; se Wikipediaartiklar som länkar till auktorsnamnet.